# Cripple Clarence Lofton
Cripple Clarence Lofton (nascido Albert Clemens; 28 de março de 1887 — 9 de janeiro de 1957) foi um famoso pianista e cantor de boogie-woogie.
Lofton era parte integrante do gênero boogie-woogie em Chicago. Algumas de suas canções mais populares incluem: "Strut That Thing", "Monkey Man Blues", "I Don't Know" e "Pitchin' Boogie". Seu talento foi comparado ao de Pinetop Smith e outros artistas proeminentes de boogie-woogie, incluindo: Meade Lux Lewis, Cow Cow Davenport e Jimmy Yancey. Lofton também disse ter influenciado Erwin Helfer.

## Discografia
- 1979 - Clarence's Blues, Oldie Blues, OL 2817